# Davon Godchaux
Davon Montel Godchaux (Plaquemine, Luisiana, 11 de noviembre de 1994) más conocido como Davon Godchaux, es un jugador profesional estadounidense de fútbol americano que se desempeña en la posición de defensive tackle en New England Patriots, equipo de la National Football League (NFL).

## Carrera
Fue seleccionado en la quinta ronda en la Reunión Anual de Selección de Jugadores de la NFL de 2017. Hizo su debut profesional con el equipo Miami Dolphins, en el cual jugó cuatro temporadas (2017-2021), luego pasó a New England Patriots, donde lleva jugando tres temporadas.